# Civelli de Bosch et Cie
Pour les articles homonymes, voir Civelli et Bosch.
Civelli de Bosch et Cie est un constructeur automobile français.

## Production

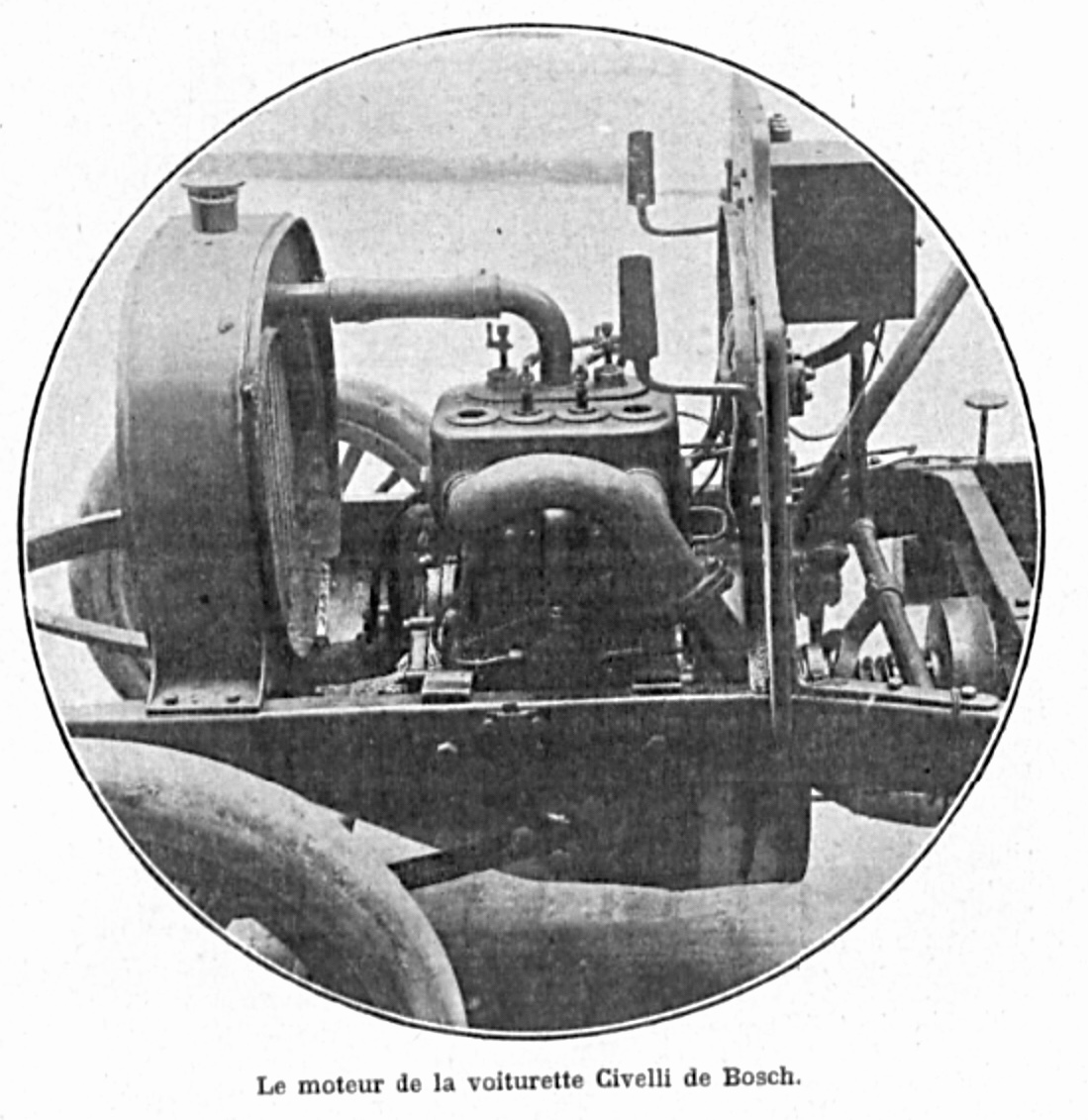
Moteur Civelli de Bosch

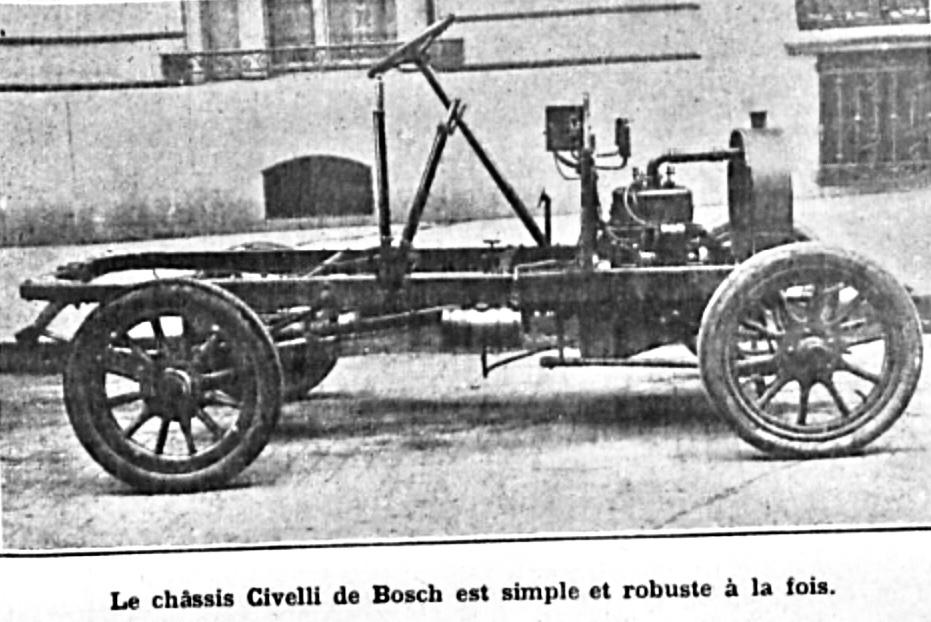
Le Chassis Civelli de Bosch

L’entreprise basée à Paris a commencé à produire des automobiles en 1906. Le nom de la marque était Civelli de Bosch. Le premier modèle était la 8/10 CV, qui a été présentée au Salon de l’Automobile de Paris en 1906. Le véhicule était équipé d’un moteur à deux cylindres. Le moteur avait 1 595 cm3 avec un alésage de 92 mm et une course de 120 mm. Comme il était de coutume à l’époque, le volant était sur le côté droit. Il a été suivi en 1907 par le 16/25 CV avec un moteur quatre cylindres et le 40/50 CV avec un moteur six cylindres. Tous les véhicules avaient une transmission par arbre.
La production s’est terminée en 1909.